# Frontmobile

Frontmobile (Фронтмобайл) — з 1917 року американський виробник автомобілів. Штаб-квартира розташована в місті Гренлоч, штат Нью-Джерсі. У 1922 році компанія припинила виробництво автомобілів. Попередниками компанії були: Blomstrom, Queen та Gyroscope.

## Карл Бломстром. Автомобілі Blomstrom
Карл Бломстром народився в 1867 році, отримавши освіту машиніста, він зайнявся виробництвом морських двигунів на початку 1890 року, в 1898 році він будує свій перший автомобіль, через рік з'являється ще один експериментальний самохід. У 1901 році він переїжджає в Детройт, ставши одним з перших підприємців в автомобільній сфері, які стояли біля витоків становлення Детройту автомобільною столицею США. Там він створює компанію C.H. Blomstrom Co., яка починає виробництво легкових автомобілів однойменної марки. Спочатку це були одноциліндрові 8-сильні автомобілі.

## Автомобілі Queen
Проте вже в 1903 році почалося виробництво 2-циліндрових опозитних моделей, всього їх було побудовано близько 20 екземплярів. Через рік Бломстром перейменовує фірму в C.H. Blomstrom Motor Car Company і переїжджає в нові приміщення на 75 Кларк Авеню, що в тому ж Детройті, куди наймається 150 працівників. При цьому марка продукції, що виготовляється, змінюється на The Queen.
У 1905 році з'являються автомобілі класичного виду, тобто з капотним компонуванням. Але дизайн був оманливим, оскільки двигун насправді розташовувався під сидіннями водія і переднього пасажира. Це була 16-сильна Model C, під капотом був також 2-циліндровий двигун, але більшого об'єму, коробка передач стала планетарною з двома передачами. Крім цієї моделі на базі 12-сильної версії будується версія з кузовом типу ранебаут, яка отримує найменування Model F 12HP Runabout, «спортивна» версія також отримує планетарну двоступінчасту КПП, в цей же час припиняється виробництво одноциліндрової моделі.

## Queen у складі компанії De Luxe Motor Car Company

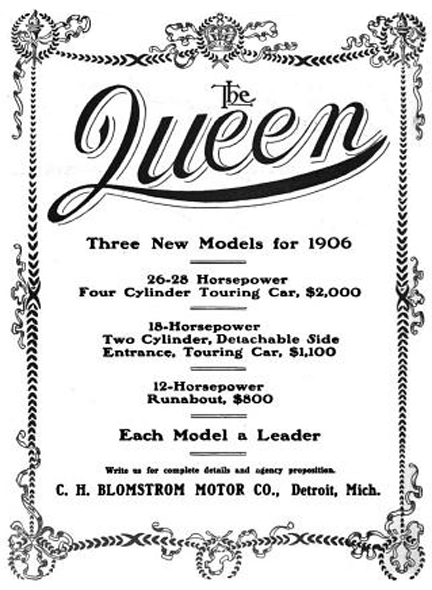
Реклама Queen 1906 року

У цьому ж році з'являється ще одна 2-циліндрова Model E з 18-сильним двигуном, в 1906 році з'являється і 4-циліндрова модель, у неї був рядний, а не опозитний двигун, яка стала бестселером — Model K 26/28HP. Ця машина мала сталеве пресоване шасі, триступеневу коробку передач і карданний привід, у молодших моделей привід був ланцюговим. На базі цієї моделі з'являється і версія з 2-місним кузовом — Model J 28/30HP Runabout. Однак, не дивлячись на те, що ця Model K непогано продавалася (за час виробництва було виготовлено близько 1000 екземплярів цієї моделі з 1500 від загальної кількості випущених за всі роки існування компанії автомобілів), Бломстром змушений був продати фірму в жовтні того ж 1906 року господареві автомобільної фірми De Luxe Motor Car Company — Натану Кауфману. Тим самим життя марки The Queen обірвалося. У 1909 році De Luxe Motor Car Company була поглинена компанією Everitt-Metzger-Flanders, яка в свою чергу через три роки влилася в компанію Studebaker. Так з приміщень, де випускалися «Королеви», довгий час сходили готові «Студебекери».
Карл Бломстром, продавши свою колишню компанію, засновує нову — Blomstrom Manufacturing Co, яка починає випускати єдину модель — Thirty 30HP. Машина була оснащена 4-циліндровим двигуном і 3-ступінчастою коробкою передач із зубчастими передачами, ця машина випускалася до 1908 року.

## Автомобілі Gyroscope
У 1908 році Карл Бломстром конструює новий автомобіль, який патентується. Автомобіль, який став продаватися як Gyroscope 16HP, був воістину унікальним, 2-циліндровий двигун, потужністю в 16 к.с., був розташований горизонтально, колінчастий вал — вертикально, відповідно і маховик встановлений був горизонтально. Конструктор стверджував, що така компоновка зменшувала ризик перевертання. Цей автомобіль не мав зчеплення, так само як і коробки передач, крутний момент від маховика безпосередньо через кардан передавався до задніх провідних коліс. Автомобіль пропонувався в 3 варіантах кузова, які за дизайном повторювали попередню продукцію конструктора. Однак нове підприємство, засноване під цю справу, — Gyroscope Automobile Company не проіснував довго, Бломстром продав патент на свій винахід в 1909 році Фреду Постелу і Генрі Боуену, які заснували під цю справу фірму The Lion Motor Car Co, ця компанія стала продавати «гіроскопи» під назвою Lion Model K 40, в 1912 році це підприємство закрилося, оскільки склад, у якому зберігалося близько 200 готових автомобілів, згорів, відповідно за цим послідувало банкрутство.

## Заснування компанії Frontmobile
Після того як припинилося виробництво власних автомобілів, компанія Blomstrom Manufacturing Co продовжила свій бізнес у сфері ДВЗ для катерів, при цьому Бломстром не пішов з автомобільного бізнесу, оскільки він став головним власником акцій компанії Rex Motor Co, яка випускала «циклокари» до 1914 року. Після чого Бломстром був найнятий фірмою Bateman Mfg Co, яка існувала з 1836 року в місті Гренлоч і займалася виробництвом інструментів та обладнання для фермерів. Восени 1917 року на Нью-Йоркському автосалоні демонструється автомобіль з кузовом родстер марки Frontmobile. Автомобіль нової марки був виготовлений дочірньою фірмою Bateman Mfg Co — The Camden Motors Co, і реалізовувалася через маркетингову компанію Safety Motor Co.

## Початок виробництва автомобілів
Автомобіль був оснащений переднім приводом коліс, рішення було нетиповим для того часу, навіть революційним. Крім цього був ще ряд цікавих рішень, так рульова колонка могла відкидатися для зручності водія, селектор коробки передач розташовувався просто в маточині керма. Двигун автомобіля був 4-циліндровий, об'ємом всього 2.3 л і потужністю в 26 к.с., поставляла його фірма LeRoi, яка постачала своїми двигунами американський Seneca Motor Car Co і навіть далеку британську фірму Simpson Taylor Ltd, яка випускала автомобілі марки Thor. Коробка передач розташовувалася перед рядним поздовжньо розташованим двигуном, причому головна передача розташовувалася в одному корпусі з коробкою передач, рама була ступінчастою і секція, відведена для кузова, була нижчою від частини для двигуна на 22 см, що знижувало центр ваги і підвищувало активну безпеку автомобіля. Привід коліс був також запатентований, задня підвіска на родстері мала поперечну ресору.

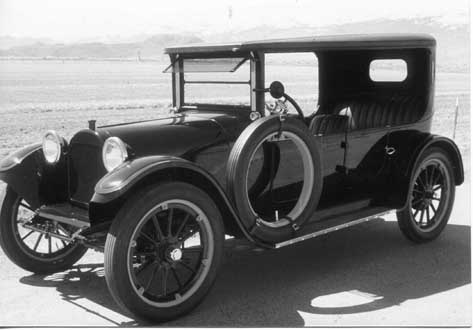
Frontmobile 26HP Touring Sedan

У січні 1918 року з'являється другий автомобіль цієї марки, на нього встановили кузов типу Touring Sedan, від родстера ця машина відрізнялася в першу чергу підвіскою, поперечна ресора була встановлена як ззаду, так і спереду. У салоні відмінності зводилися до п'яти посадкових місць, а передні сидіння можна було регулювати незалежно одне від одного за вильотом, в той час як зазвичай передній диван взагалі був жорстко прикріплений до кузова і про регулювання можна було тільки мріяти.
Однак розробка автомобіля вилилася в солідну копієчку фірмі Bateman Mfg Co, і якби вона не продовжувала б випускати сільгоспобладнання, яке користувалося попитом, то на фірмі можна було б ставити хрест. Від виробництва легкового автомобіля, на який не виявилося попиту при всіх його достоїнствах, було вирішено відмовитися, але своїм постійним клієнтам, тобто фермерам, була запропонована вантажівка з вантажопідйомністю в 750 кг, яка була побудована на базі турінг-седана.

## Припинення виробництва автомобілів. Закриття компанії
До 1922 року було побудовано п'ять таких вантажівок, які відрізнялися відмінною прохідністю, в порівнянні з традиційними задньопривідними вантажівками того часу. У 1922 році фірма The Camden Motors Co змушена була закрити свої ворота, оскільки попиту не було, за п'ять років було побудовано всього сім автомобілів в цілому. Продукція цієї марки стала останньою і для Карла Бломстрома, який пережив компанію, що виробляла Frontmobile, всього на один рік.

## Список автомобілів Blomstrom
- 1901 — Blomstrom Model A
- 1903 — Blomstrom Model B
- 1907 — Blomstrom Model Thirty

## Список автомобілів Queen
- 1905 — Queen Model C
  - Queen Model F
  - Queen Model E
- 1906 — Queen Model K
  - Queen Model J

## Список автомобілів Gyroscope
- 1908 — Gyroscope 16HP

## Список автомобілів Frontmobile
- 1917 — Frontmobile 26HP
- 1918 — Frontmobile 3/4t Truck